# Kabinett Bouffier III

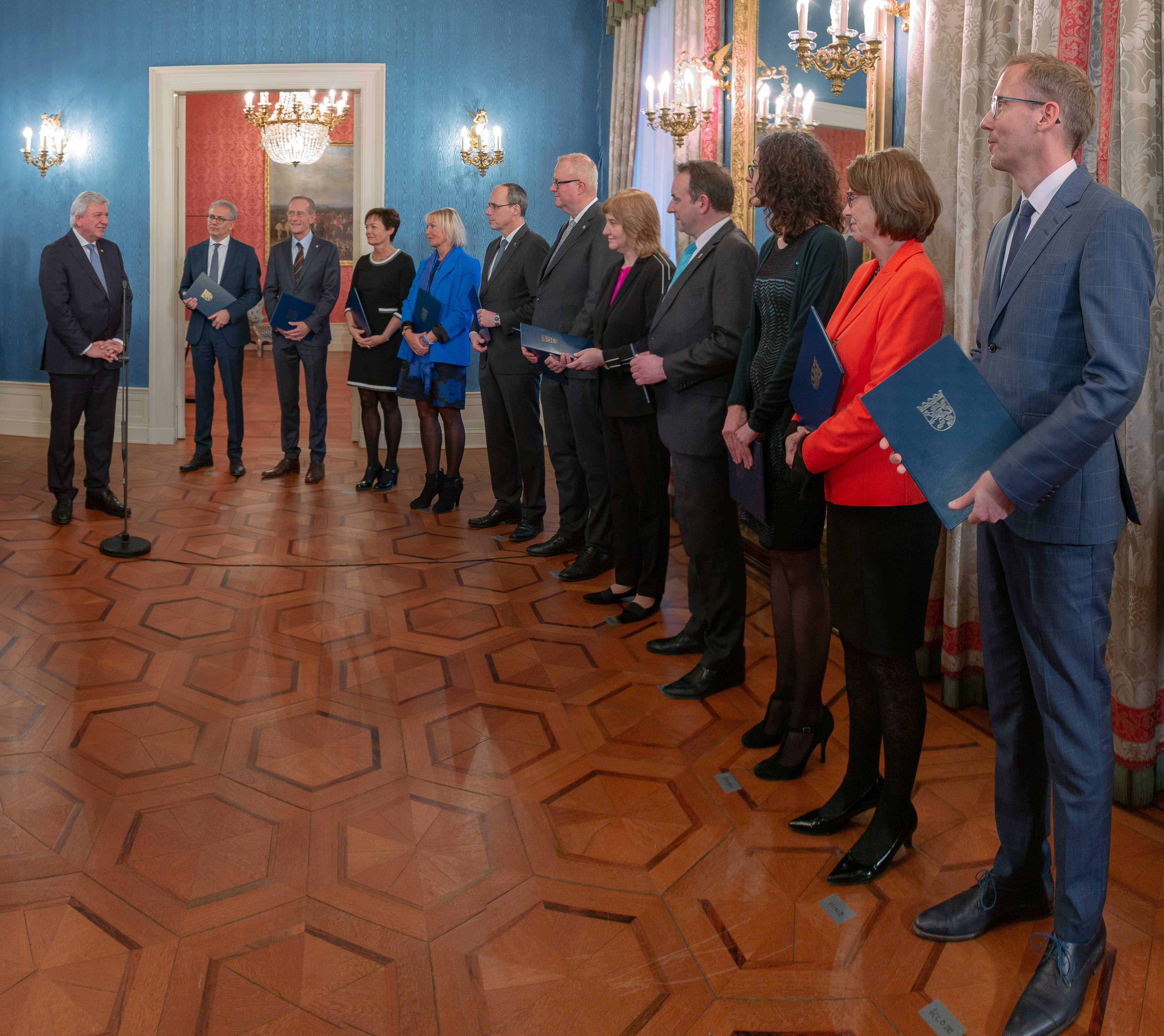
Die Ernennung der Minister am 18. Januar 2019

Das Kabinett Bouffier III war vom 18. Januar 2019 bis zum 31. Mai 2022 die Landesregierung von Hessen. Bei der Landtagswahl am 28. Oktober 2018 blieb die CDU stärkste Partei (27,0 %) und die Grünen erhielten als zweitstärkste Kraft vor der SPD 19,8 % (nach 11,1 % bei der Wahl zuvor). CDU und Grüne vereinbarten eine Fortsetzung ihrer Koalition und einigten sich am 19. Dezember 2018 auf einen Koalitionsvertrag (Titel Aufbruch im Wandel durch Haltung, Orientierung und Zusammenhalt). Nachdem der Vereinbarung auf dem Parteitag der CDU Hessen einstimmig und bei den hessischen Grünen mit einer Mehrheit von über 91,4 Prozent zugestimmt worden war, unterzeichneten die Verhandlungsführer den Vertrag am 23. Dezember 2018.
Im Vergleich zum Kabinett Bouffier II, das von der gleichen Koalition getragen wurde, wurde das hessische Wirtschaftsministerium unter der Führung des stellvertretenden Ministerpräsidenten Tarek Al-Wazir um den Bereich Wohnen erweitert. Außerdem erhielten die Grünen neben dem Umweltministerium die Ministerien für Wissenschaft und Kunst sowie Soziales und Integration. Die Koalitionspartner einigten sich außerdem darauf, ein neues Ministerium für Digitale Strategie und Entwicklung zu gründen.
Am 18. Januar 2019 erhielt Volker Bouffier bei der konstituierenden Landtagssitzung im ersten Wahlgang 69 Stimmen und erreichte somit exakt die Ein-Stimmen-Mehrheit der schwarz-grünen Regierungsparteien. Am 31. März 2020 wurde Michael Boddenberg für den drei Tage zuvor verstorbenen Thomas Schäfer zum neuen Finanzminister ernannt.
Nach dem Rücktritt von Ministerpräsident Bouffier wurde am 31. Mai 2022 das Kabinett Rhein I gebildet.

## Kabinett
| Amt                                                       | Bild                                  | Name                                 | Partei                | Partei                | Bild                                                                   | Staatssekretäre       | Partei    | Partei                |
| --------------------------------------------------------- | ------------------------------------- | ------------------------------------ | --------------------- | --------------------- | ---------------------------------------------------------------------- | --------------------- | --------- | --------------------- |
| Ministerpräsident                                         |                                       | Volker Bouffier                      |                       | CDU                   |                                                                        | Michael Bußer         |           | CDU                   |
| Stellvertreter des Ministerpräsidenten                    |                                       | Tarek Al-Wazir                       |                       | Bündnis 90/Die Grünen |                                                                        |                       |           |                       |
| Wirtschaft, Energie, Verkehr und Wohnen                   |                                       | Tarek Al-Wazir                       | Philipp Nimmermann    | Bündnis 90/Die Grünen |                                                                        | Bündnis 90/Die Grünen |           |                       |
| Wirtschaft, Energie, Verkehr und Wohnen                   | Jens Deutschendorf                    | Tarek Al-Wazir                       |                       | Bündnis 90/Die Grünen |                                                                        | Bündnis 90/Die Grünen |           |                       |
| Chef der Staatskanzlei                                    |                                       | Axel Wintermeyer                     |                       | CDU                   |                                                                        |                       |           |                       |
| Bund und Europa                                           |                                       | Lucia Puttrich                       | CDU                   | \|                    | Mark Weinmeister Bis 31. Januar 2022 Uwe Becker Ab 1. Februar 2022     |                       | CDU       |                       |
| Inneres und Sport                                         |                                       | Peter Beuth                          | CDU                   |                       | Stefan Heck Bis 15. Oktober 2021 Stefan Sauer Ab 22. November 2021     | CDU                   |           |                       |
| Finanzen                                                  |                                       | Thomas Schäfer † (Bis 28. März 2020) | CDU                   |                       | Martin Worms                                                           |                       | parteilos |                       |
| Finanzen                                                  | Michael Boddenberg (Ab 31. März 2020) |                                      | CDU                   |                       | Martin Worms                                                           |                       | parteilos |                       |
| Justiz                                                    |                                       | Eva Kühne-Hörmann                    | CDU                   |                       | Thomas Metz                                                            |                       | CDU       |                       |
| Kultus                                                    |                                       | Ralph Alexander Lorz                 | CDU                   |                       | Manuel Lösel                                                           | CDU                   |           |                       |
| Wissenschaft und Kunst                                    |                                       | Angela Dorn                          |                       | Bündnis 90/Die Grünen |                                                                        | Ayse Asar             |           | Bündnis 90/Die Grünen |
| Soziales und Integration                                  |                                       | Kai Klose                            | Bündnis 90/Die Grünen |                       | Anne Janz                                                              | Bündnis 90/Die Grünen |           |                       |
| Umwelt, Klimaschutz, Landwirtschaft und Verbraucherschutz |                                       | Priska Hinz                          | Bündnis 90/Die Grünen |                       | Beatrix Tappeser Bis 30. November 2019 Oliver Conz Ab 1. Dezember 2019 |                       | parteilos |                       |
| Digitale Strategie und Entwicklung                        |                                       | Kristina Sinemus                     |                       | CDU                   |                                                                        | Patrick Burghardt     |           | CDU                   |